# Olga Lepieszynska (biolog)
Olga Borisowna Lepieszynska z d. Protopopowa (ros. Ольга Борисовна Лепешинская, Протопопова; ur. 6 sierpnia?/18 sierpnia 1871 roku w Permie, zm. 2 października 1963 roku w Moskwie) – radziecka rewolucjonistka, członkini Akademii Nauk Medycznych ZSRR, najbardziej znana jako twórczyni pseudonaukowej teorii o możliwości stworzenia komórki z niemającej struktury substancji żywej.

## Życiorys
Urodziła się w zamożnej rodzinie. Jej matka, Jelizawieta Protopopowa, po śmierci męża prowadziła rozległe interesy; posiadała kopalnie, parostatki i tzw. domy dochodowe. Matka próbowała wciągnąć ją w te interesy, kiedy jednak wysłała córkę do robotników w celu zbadania sytuacji, na jakie się oni uskarżali, między kobietami doszło do kłótni na tle nadmiernego zdaniem córki wyzysku pracowników. Wskutek tej scysji matka wydziedziczyła córkę.
W 1891 roku Olga Protopopowa ukończyła permskie gimnazjum żeńskie ze specjalnością domowej nauczycielki matematyki. W kolejnych latach ukończyła kursy felczerskie, na których poznała Innę Smidowicz, siostrę rewolucjonisty Piotra Smidowicza. W 1894 roku wstąpiła do Sojuszu Walki o Wyzwolenie Klasy Robotniczej. W 1897 roku zorganizowała punkt felczerski na dworcu kolejowym w Czelabińsku. W tym samym roku wyszła za mąż za profesjonalnego działacza partyjnego Pantielejmona Nikołajewicza Lepieszynskiego i wyjechała z nim, by towarzyszyć mu w zesłaniu. Na zesłaniu również pracowała jako felczerka. 
W 1898 roku wstąpiła do Socjaldemokratycznej Partii Robotniczej Rosji, po rozłamie w partii wstąpiła do frakcji bolszewickiej. W 1903 roku organizowała ucieczkę męża z zesłania i udała się z nim na emigrację do Szwajcarii, gdzie studiowała medycynę, ale i organizowała życie partyjne wśród rosyjskich emigrantów. W 1906 roku wróciła do Rosji, przez kolejne lata angażując się w tzw. robotę partyjną. 
W 1915 roku ukończyła z wyróżnieniem medycynę na Uniwersytecie Moskiewskim, po czym podjęła tam pracę akademicką, z której została jednak zwolniona za działalność partyjną. Pracowała w Moskwie i na Krymie. W 1917 roku wzięła udział w rewolucji, zasiadała w komitecie rewolucyjnym na stacji kolejowej Podmoskiewska. Organizowała szkołę-komunę dla sierot. 
W latach 1919–1926 wykładała w Taszkencie i w Moskwie. Od 1926 roku pracowała w laboratorium histologicznym Instytutu Biologicznego im. K. Timiriazewa, od 1936 w laboratoriach cytologicznych Wszechzwiązkowego Instytutu Medycyny Eksperymentalnej oraz Akademii Nauk Medycznych ZSRR. Od 1949 roku stała na czele oddziału w Instytucie Biologii Eksperymentalnej Akademii Nauk ZSRR. 
W 1950 roku została laureatką Nagrody Stalinowskiej. Była również odznaczona Orderem Lenina i Orderem Czerwonego Sztandaru Pracy. Jest autorką licznych prac medycznych oraz pamiętników.

## Teoria Lepieszynskiej
Twierdzenia Rudolfa Virchowa, zgodnie z którą każda komórka musi pochodzić od innej komórki była silnie krytykowana przez radziecki rząd jako niezgodna z zasadami materializmu dialektycznego. W 1932 roku do grona krytyków teorii Virchowa dołączyła i Lepieszynska, zarzucając jej idealizm i reakcjonizm oraz oskarżając jej zwolenników o naruszanie dyscypliny partyjnej. Zachował się jej donos z 1935 roku na Borisa Tokina – jednego z pierwszych krytyków Lepieszynskiej, a przy tym, jak zaznaczała, syna kułaka, esera. W 1934 roku Lepieszynska opublikowała monografię na zagadnienia tworzenia komórek. 
Również inni radzieccy uczeni krytykowali teorię Lepieszynskiej. W 1939 roku opublikowana została praca zbiorowa, w której autorzy (między innymi Aleksiej Zawarzin, Nikołaj Chłopin) zarzucali Lepieszynskiej nierzetelność. Według nich, we wszystkich analizowanych pracach w wielu miejscach fakty naukowe zostały zastąpione przez płody fantazji autorki, przypominającej poziom nauki przełomu XVIII i XIX wieku (p. teoria samorództwa). W 1948 roku opublikowana została praca zbiorowa 13 autorów, w której między innymi demaskowano praktyki Lepieszynskiej, przedstawiającej zdjęcia mikroskopowe obrazujące różne fazy degeneracji żółtka jaja jako fazy tworzenia się komórek z substancji żywej. 
Teoria o możliwości stworzenia komórki z niemającej struktury substancji żywej została omówiona na wspólnym posiedzeniu komisji Akademii Nauk ZSRR i Akademii Nauk Medycznych ZSRR 7 kwietnia 1950 roku. W maju tego samego roku w Oddziale Nauk Biologicznych Akademii Nauk ZSRR odbyło się posiedzenie, w trakcie którego teorię poparli wszyscy zabierający wtedy głos, w tym Trofim Łysenko. W maju 1951 roku Grigorij Chruszczow przybliżył teorię Lepieszynskiej zachodniej nauce artykułem w The Journal of Heredity. Pochowana na Cmentarzu Nowodziewiczym w Moskwie.